# کوین اورلند
کوین اورلند (انگلیسی: Kevin Overland؛ زادهٔ ۸ ژوئن ۱۹۷۴) از برندگان مدال‌های بازی‌های المپیک زمستانی و اسکیت‌باز سرعت اهل کانادا است.